# (20776) Juliekrugler
(20776) Juliekrugler (2000 RG10) – planetoida z pasa głównego asteroid okrążająca Słońce w ciągu 4,22 lat w średniej odległości 2,61 j.a. Odkryta 1 września 2000 roku.